# Charlie Scene
Jordon Terrell, más conocido por su nombre artístico Charlie Scene es miembro de la banda rap rock/rap metal Hollywood Undead. Anteriormente estuvo en una banda rock llamada Upright Radio con la que grabó dos canciones. En Hollywood Undead rapea y toca la guitarra. 
En 2022 lanzó su primer álbum como solista, Outsider.

## Biografía
Jordon Terrell nació en Burbank, California, el 3 de septiembre del 1985. Conoció a su futuro compañero de banda Funny Man desde muy jóvenes y regularmente salían mucho.
Se unió a Hollywood Undead en 2005. Según él, Charlie Scene fue lo primero que se le vino a la mente cuando la banda escogió sus seudónimos.

## Máscaras
En las sesiones de conciertos, filmación y fotografía, Charlie Scene lleva un pañuelo. Primeramente llevaba una bolsa de papel del restaurante Del Taco. En una entrevista con Loudwire comento sobre su "máscara":
...Yo llevaba una bolsa Del Taco en la cabeza, y los demás miembros llevaban máscaras fácil de remover o de re-uso, pero yo todavía llevaba una bolsa, y me gustó, era genial, era diferente. (...) Quiero destacar, y entonces un día el grupo me dijo: "Amigo, no siempre se puede llevar una bolsa Del Taco", y entonces decidí llevar un pañuelo, porque es más fácil de manejar que su estúpida máscara.

### Swan Songs
Charlie llevaba un pañuelo negro y unas gafas de sol de marca Ray-Ban Aviator.
El pañuelo tenía un dibujo blanco  de una ciudad con las letras "LA" con un estilo de forma de un AK-47. En la parte superior de la bandana tiene escrito "Charles P. Scene".

### Desperate Measures
La bandana de Charlie era la misma solo que en vez de tener "Charles P. Scene" tenía "Charlie Scene".

### American Tragedy
Charlie tenía la misma bandana que en Desperate Measures, solo que con los colores invertidos.

### Notes from the Underground
La misma bandana que en Desperate Measures solo que el negro es reemplazado con gris marengo.

### Day of the Dead
La bandana de Charlie es muy parecida a la de Desperate Measures. La máscara parece ser ligeramente diferente. Todavía tiene el AK-47 con las letras "LA" escrito en él, pero el dibujo de la ciudad esta aparentemente desaparecido.

## Discografía

### Como parte deHollywood Undead
- 2008 Swan Songs
- 2009 Swan Songs B-Sides EP
- 2009 Desperate Measures
- 2010 Swan Songs Rarities EP
- 2011 American Tragedy
- 2011 American Tragedy Redux
- 2013 Notes from the Underground
- 2015 Day of the Dead
- 2017 Five
- 2018 Psalms EP
- 2020 New Empire, Vol. 1
- 2020 New Empire, Vol. 2

### Como parte deUpright Radio
Canciones
- «Time Again»
- «All In»

### Como solista
- 2022 Outsider